# Yoshio Shiga
Ne doit pas être confondu avec Yoshio Shiga (pilote).
Yoshio Shiga (志賀 義雄, Shiga Yoshio, 12 janvier 1901 - 6 mars 1989) est un membre du Parti communiste japonais.

## Biographie
Yoshio Shiga est né dans la préfecture de Yamaguchi en 1901. Pendant ses études à l'université impériale de Tokyo, il commence à s'intéresser aux mouvements d'extrême-gauche. Il rejoint le groupe d'études gauchiste Shinjinkai et le Parti communiste japonais. Il est arrêté en 1928 et n'est libéré qu'en octobre 1945, un mois après la fin de la Seconde Guerre mondiale. Il est éditeur du journal communiste Shinbun Akahata de 1945 à 1950,.
Avec d'autres chefs communistes, ils mettent en avant que le Japon à fait des expérimentations humaines en Chine occupée (en) durant la guerre (le Service de prévention des épidémies et de purification de l'eau). Shiga déclare que les Japonais ont bombardé les installations de Harbin pour détruire toutes preuves de ces expériences pendant que les Soviétiques approchaient de la ville,,. En novembre 1945, il déclare que « L'empereur ne peut échapper à la responsabilité de la guerre » et qu'il « doit être exilé en Chine sous la surveillance des Alliés ». Dans un article, il dit que Hirohito doit partager la responsabilité de l'attaque sur Pearl Harbor, qu'il doit être placé en tête de la liste des « criminels de guerre » des communistes japonais, et que le parti doit lancer une enquête sur tous les suspects le 8 décembre, anniversaire de Pearl Harbor. À propos de cette liste, Shiga promet qu'on y trouvera tous les chefs de gouvernement depuis l'incident de Mukden de 1931. « Hirohito doit être au courant de l'histoire de la guerre russo-japonaise de 1904-05 et que le Japon a frappé sans prévenir », « Si l'empereur ne s'est pas lui-même ce qu'il s'est passé, il serait tragique que 70 millions de personnes aient confié leur destin à une personne stupide ».
Dans un journal de 1945, Shiga déclare qu'il « veut savoir pourquoi, si l'empereur n'a prétendument pas approuvé le coup de Pearl Harbor, il a émis un rescrit citant l'amiral Isoroku Yamamoto ». « Tout le monde au Japon savait que quand (l'envoyé spécial) Kurusu a quitté Tokyo (Pour la futile conférence de Washington), son travail était de tenir à distance les Américains pour que la guerre puisse commencer,, ». En octobre 1945, Shiga déclare que la « Diète actuelle est une farce », « c'est une maison de singes et les gens la surnomment ouvertement comme ça »
Shiga est élu à la chambre des représentants en 1946 dans la circonscription d'Osaka, et est réélu en 1949. Lorsque le Kominform critique le Parti communiste japonais pour sa mollesse excessive, Shiga critique Kyūichi Tokuda et Sanzō Nosaka, et appelle à une ligne plus radicale, militante, et anti-américaine. En juin 1950, il est purgé par les autorités d'occupation. Il revient à la chambre des représentants en 1955, 1960, et 1963, dans la première circonscription d'Osaka,. En 1950, il soutient les propositions de l'Union soviétique à juger Hirohito et les autres anciens responsables comme criminels de guerre.
En mai 1964, Yoshio Shiga est expulsé du Parti communiste japonais pour avoir pris position pour les Soviétiques au sujet du traité d'interdiction partielle des essais nucléaires.Il fonde la Voix du Parti communiste japonais, qui n'aura jamais de succès électoral. Il meurt en 1989,.

## Publications
- Dix-huit ans de prison (en) (Gokuchu juhachi-nen) de Kyūichi Tokuda et Yoshio Shiga, publié par le Parti communiste japonais en 1948.